# Denny Dillon
Denny Dillon (Cleveland, 18 maggio 1951) è un'attrice e comica statunitense.

## Biografia
Nata a Cleveland, in Ohio, Dillon ha vissuto prevalentemente a New York e Los Angeles. Vive oggi nella contea di Ulster, nello stato di New York.
Dopo essersi laureata all'Università di Syracuse, si è fatta notare come attrice teatrale a Broadway, ottenendo la candidatura per un Tony Award nel 1983.
Ha acquisito popolarità presso il grande pubblico per la sua interpretazione della giovane Doreen nel film cult La febbre del sabato sera (1977), recitando poi in altri film e in televisione, tra cui un episodio della seconda stagione di Miami Vice. Per una stagione ha inoltre fatto parte del programma comico Saturday Night Live, imitando personaggi quali Yoko Ono, Amy Carter, Jean Harris e Betsy Maxwell.
Negli ultimi anni si è dedicata all'insegnamento e all'improvvisazione teatrale.